# Escalar de curvatura de Ricci
Em matemática, a curvatura escalar de uma superfície é a familiar curvatura gaussiana. Para as variedades riemannianas de dimensão mais alta (n > 2), é o dobro da soma de todas as curvaturas seccionais ao longo de todos os 2-planos atravessados por um certo marco ortonormal. Matematicamente a curvatura escalar coincide também o traço total da curvatura de Ricci assim como do tensor de curvatura.

## Expressão em componentes
O escalar de curvatura de Ricci {\displaystyle R} pode ser expresso em termos do tensor métrico {\displaystyle g_{\mu \nu }} (e suas derivadas primeiras) que define a geometria da superfície ou variedade riemanniana. Usando a convenção de soma de Einstein, obtemos
{\displaystyle R=-g^{\mu \nu }\left[\Gamma _{\mu \nu }^{\lambda }\Gamma _{\lambda \sigma }^{\sigma }-\Gamma _{\mu \sigma }^{\lambda }\Gamma _{\nu \lambda }^{\sigma }\right]-\partial _{\nu }\left[g^{\mu \nu }\Gamma _{\mu \sigma }^{\sigma }-g^{\mu \sigma }\Gamma _{\mu \sigma }^{\nu }\right]},
em que os símbolos de Christoffel que aparecem na expressão anterior são calculados a partir das derivadas primeiras das componentes do tensor métrico, isto é,
{\displaystyle \Gamma _{kl}^{i}={\frac {1}{2}}g^{im}\left({\frac {\partial g_{mk}}{\partial x^{l}}}+{\frac {\partial g_{ml}}{\partial x^{k}}}-{\frac {\partial g_{kl}}{\partial x^{m}}}\right)}.
Também podemos representar o tensor escalar da curvatura de Ricci como
{\displaystyle R=g^{ab}R_{ab}=g^{ab}({\partial _{\kappa }{\Gamma ^{\kappa }}_{ba}}-{\partial _{b}{\Gamma ^{\kappa }}_{\kappa a}}+{\Gamma ^{\eta }}_{ba}{\Gamma ^{\kappa }}_{\kappa \eta }-{\Gamma ^{\eta }}_{\kappa a}{\Gamma ^{\kappa }}_{b\eta })},
sendo {\displaystyle R_{ab}} o tensor de curvatura de Ricci.